# Platinum Europe Award
Platinum Europe Award é uma premiação da IFPI que tem como a honra prêmiar os artistas que conseguiram vender seus álbuns mais de 1 milhão de cópias em toda a Europa. A prêmiação começou em 1996 e são reconhecidos como a "marca" criada para os artistas de sucesso no continente.